# Nicolas de La Mare
Nicolas de La Mare (ou Nicolas Delamare), né à Noisy-le-Grand le 23 juin 1639 et décédé à Paris le 25 août 1723, est un commissaire de police français. Il est resté célèbre par son Traité de la Police, le premier qui fut publié.

## Biographie
Après un voyage à Rome en 1664, Nicolas de la Mare s'installa à Paris, où il acheta une charge de procureur, puis en 1673, de commissaire au Châtelet. Ses qualités d'enquêteur le firent choisir par Louis XIV pour enquêter sur les malversations dans les dépenses des constructions du Château de Versailles, ou encore pour mettre fin aux émeutes populaires contre le prix du grain par des mesures appropriées. En récompense, le roi lui donna l'intendance de la maison de l'un de ses fils légitimés, le comte de Vermandois.
En 1667, Lamoignon, premier président du Parlement de Paris, suggéra à Nicolas de La Mare d'écrire un ouvrage exposant méthodiquement les méthodes de police applicable dans une grande ville. La Reynie lui ouvrit tous les dépôts d'archives dont il avait besoin pour l'écrire, et Étienne Baluze lui donna accès à la riche bibliothèque de Colbert. Le premier volume du Traité de la police parait en 1707, le volume 2 en 1710, le volume 3 en 1719. En 1722 le deuxième volume est augmenté d'une annexe portant sur les viandes (porcs, agneaux, chevreaux, cochons de lait). Vieillissant, il reçut l'aide de Lecler du Brillet, procureur du roi à l'Amirauté, pour rédiger le quatrième et dernier volume, paru à titre posthume en 1738.

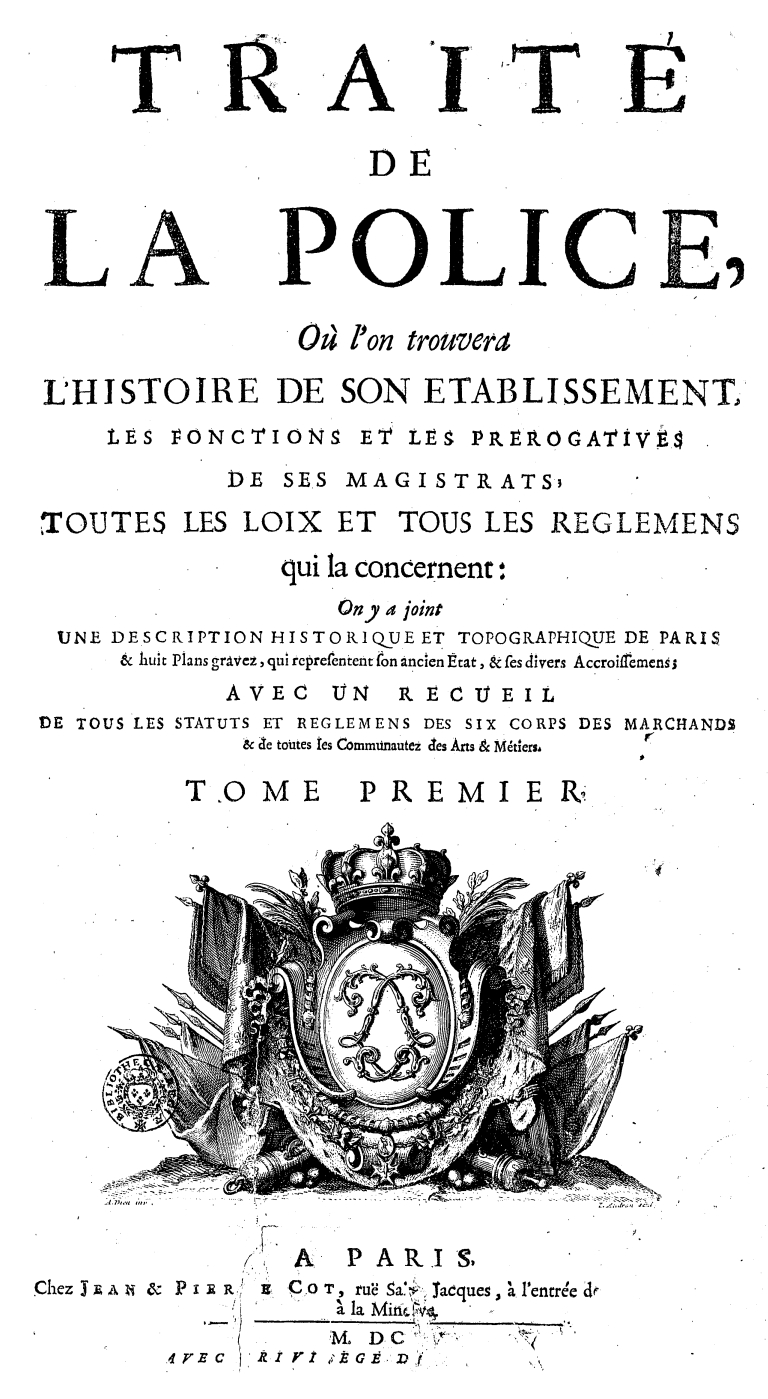
Le Traité de la Police
de Nicolas de La Mare (1707)

Par l'ordonnance royale du 5 février 1716, le Régent décida d'augmenter d'un neuvième le prix des entrées aux spectacles au profit de l'Hôtel-Dieu, à la condition expresse « d'en rendre une somme convenable à M. de La Mare, pour récompense de ses longs services, et pour le dédommager des avances qu'il avait faites pour la composition et l'impression de son traité de la police ». Cette curiosité fiscale lui rapporta 300 000 livres...
Le département des manuscrits de la Bibliothèque nationale comporte 263 volumes écrits par Delamare, rassemblés dans une collection qui porte son nom.
La vingt-sixième promotion de commissaires de police issus de l'école nationale supérieure de la police, entrés en fonction en 1976, porte son nom.

## Les éditions duTraité de la police
- Traité de la police, Où l’on trouvera l’histoire de son établissement, les fonctions et les prérogatives de ses magistrats ; toutes les loix et tous les réglemens qui la concernent : On y a joint une description historique et topographique de Paris, & huit Plans gravez, qui representent son ancien Etat, & ses divers accroissemens, avec un recueil de tous les statuts et réglemens des six corps des marchands, & de toutes les Communautez des Arts & Métiers…, Paris : J. et P. Cot, 1705-1710, 2 vol. in-folio ; 2e éd. augmentée, Paris : chez Michel Brunet et chez J.-F. Hérissant, 1719-1738, 4 vol. in-folio ; 2e éd. augmentée, Amsterdam, aux dépens de la Compagnie, 1729, 4 vol. in-folio ; éd. en 1750, 4 vol. in-folio T1    T2  T3

### Les cartes de Paris duTraité de la police

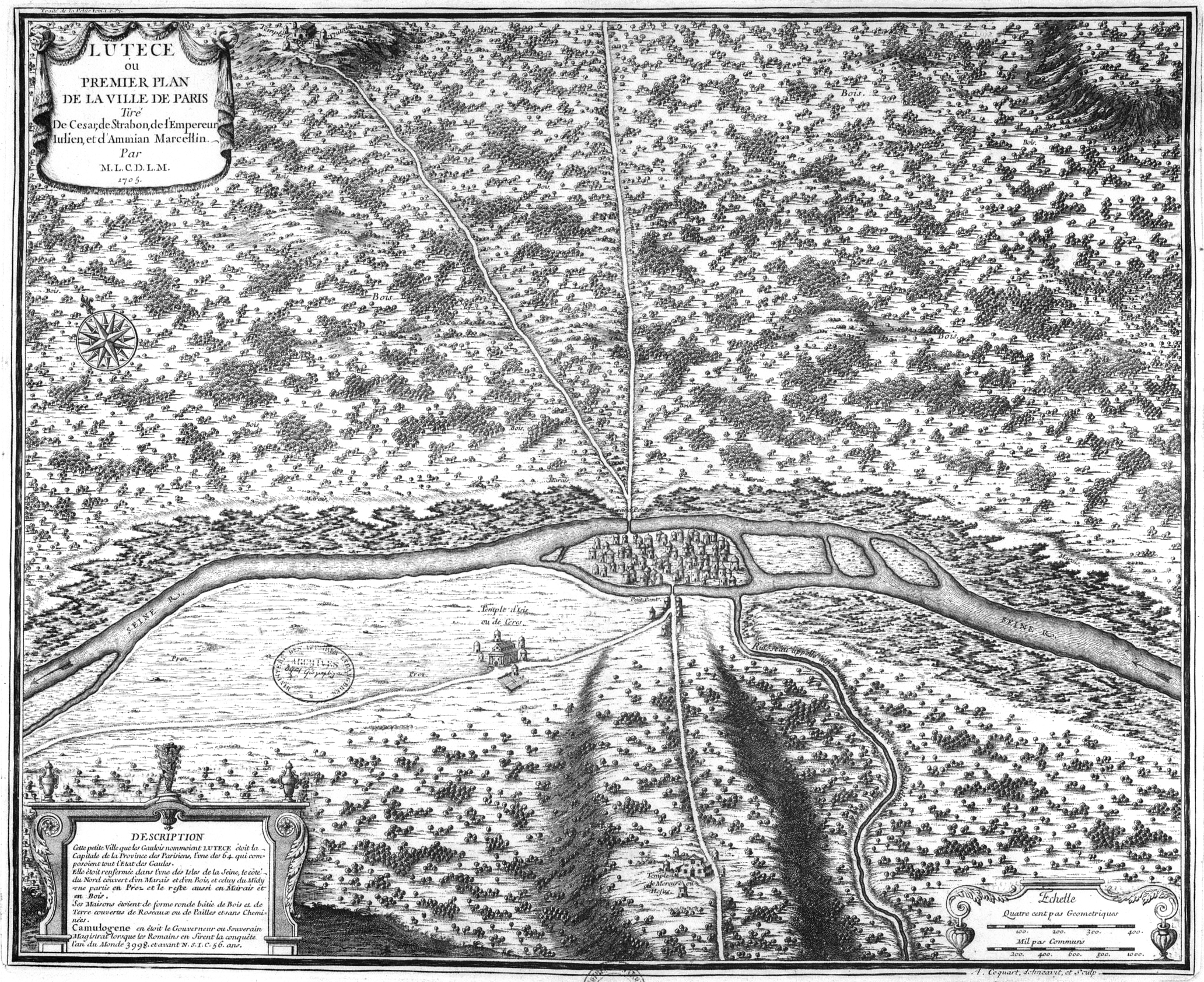
Première carte (Empire romain)
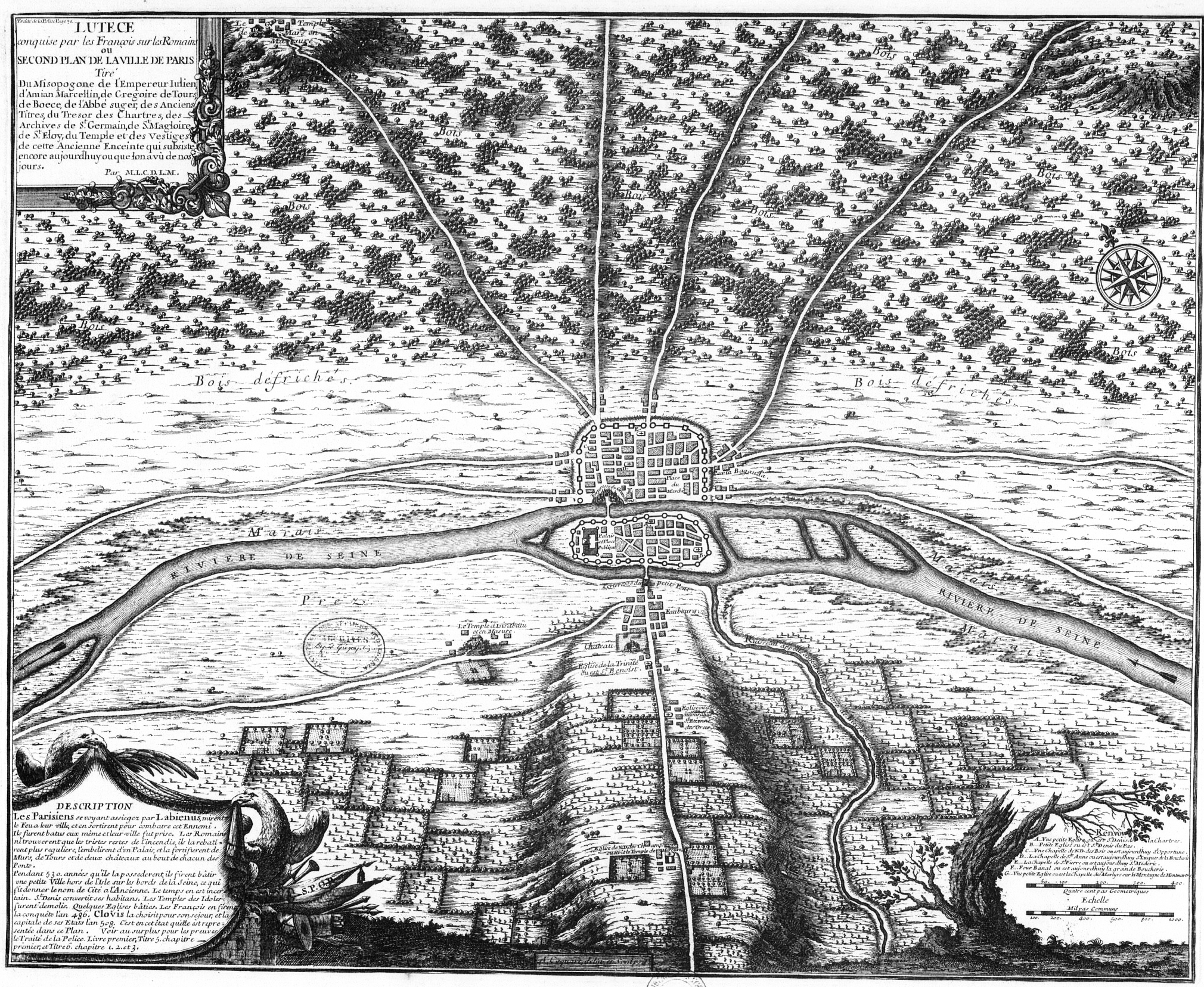
Deuxième carte (c. 508)
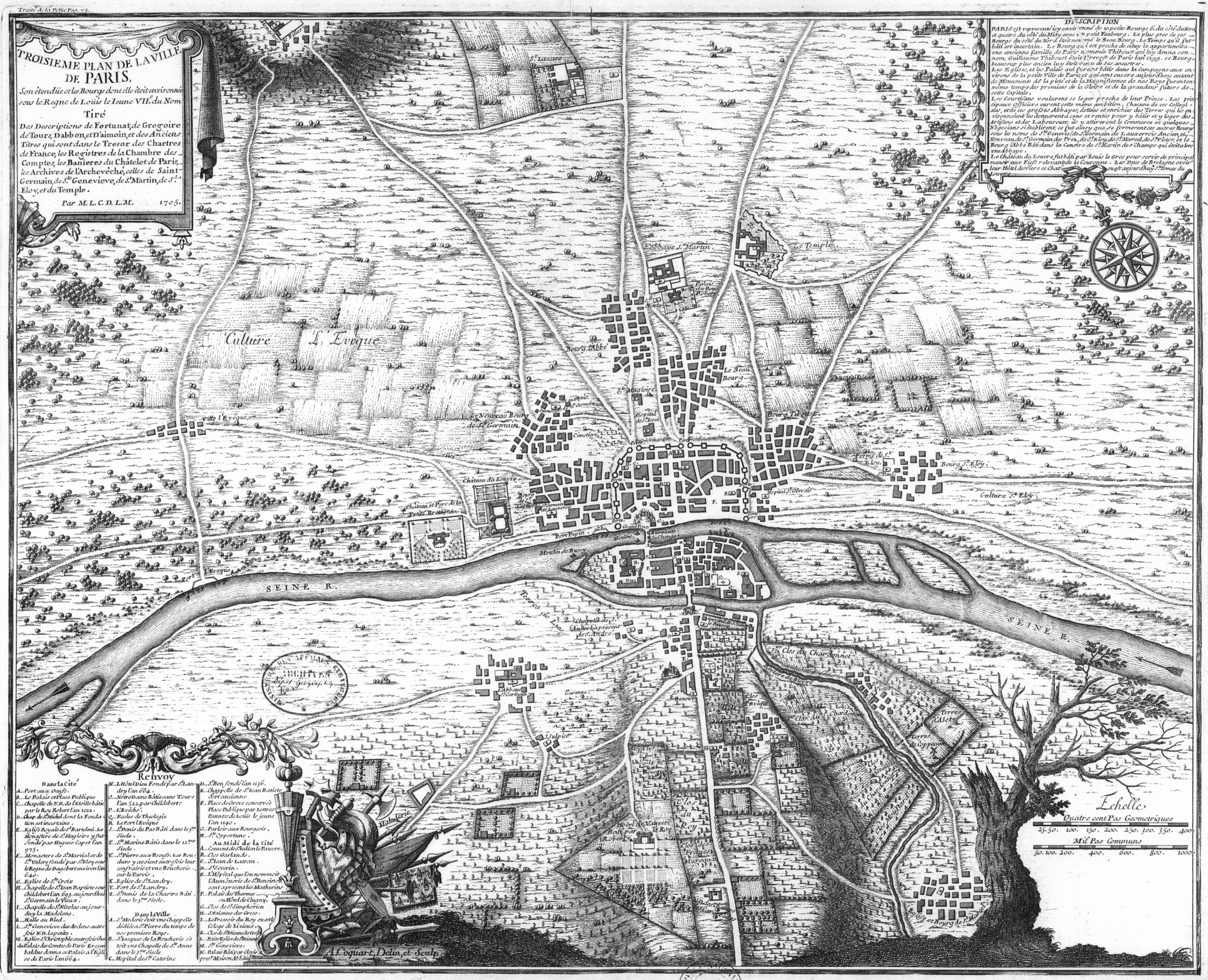
Troisième carte (1180)
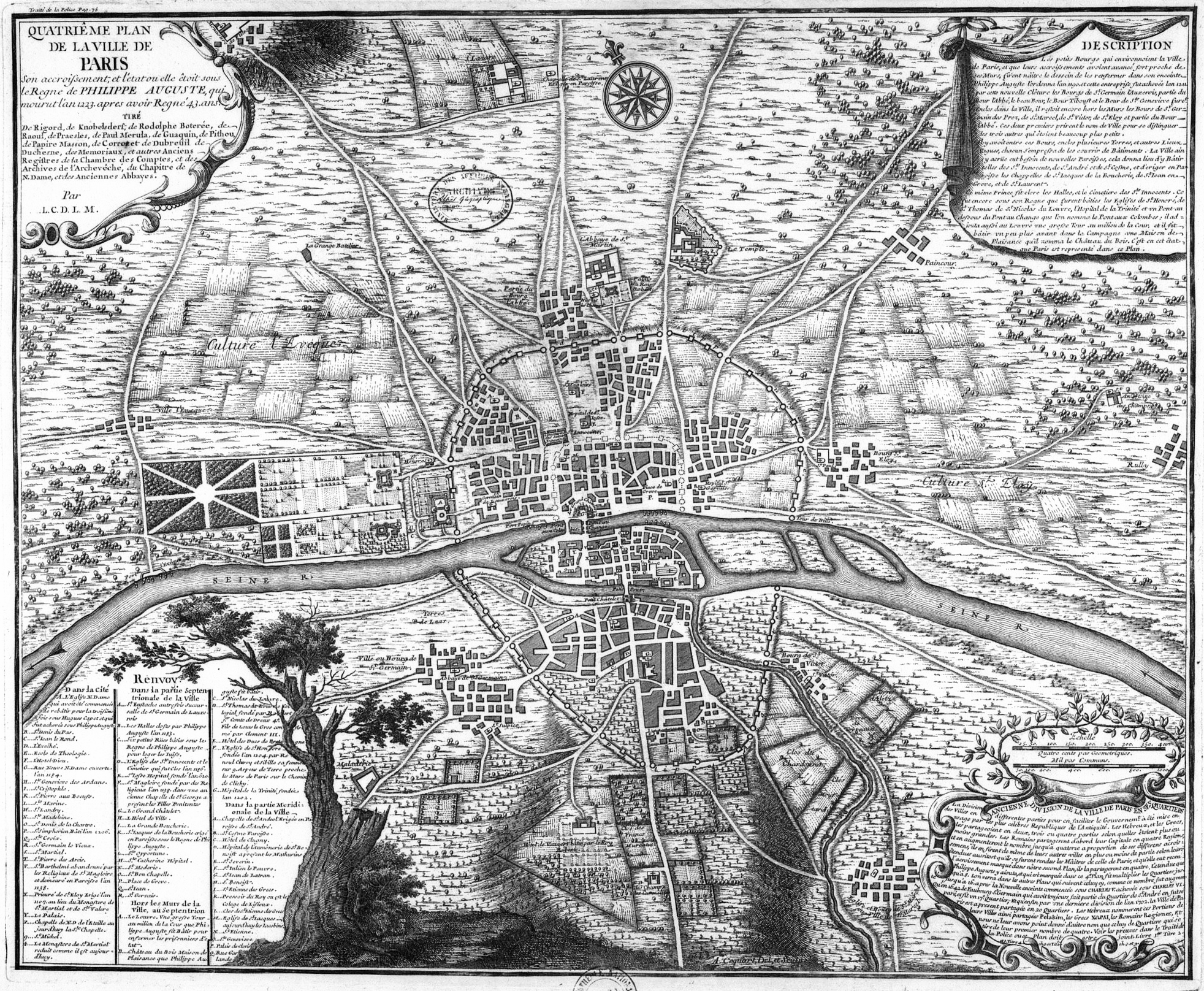
Quatrième carte (1223)
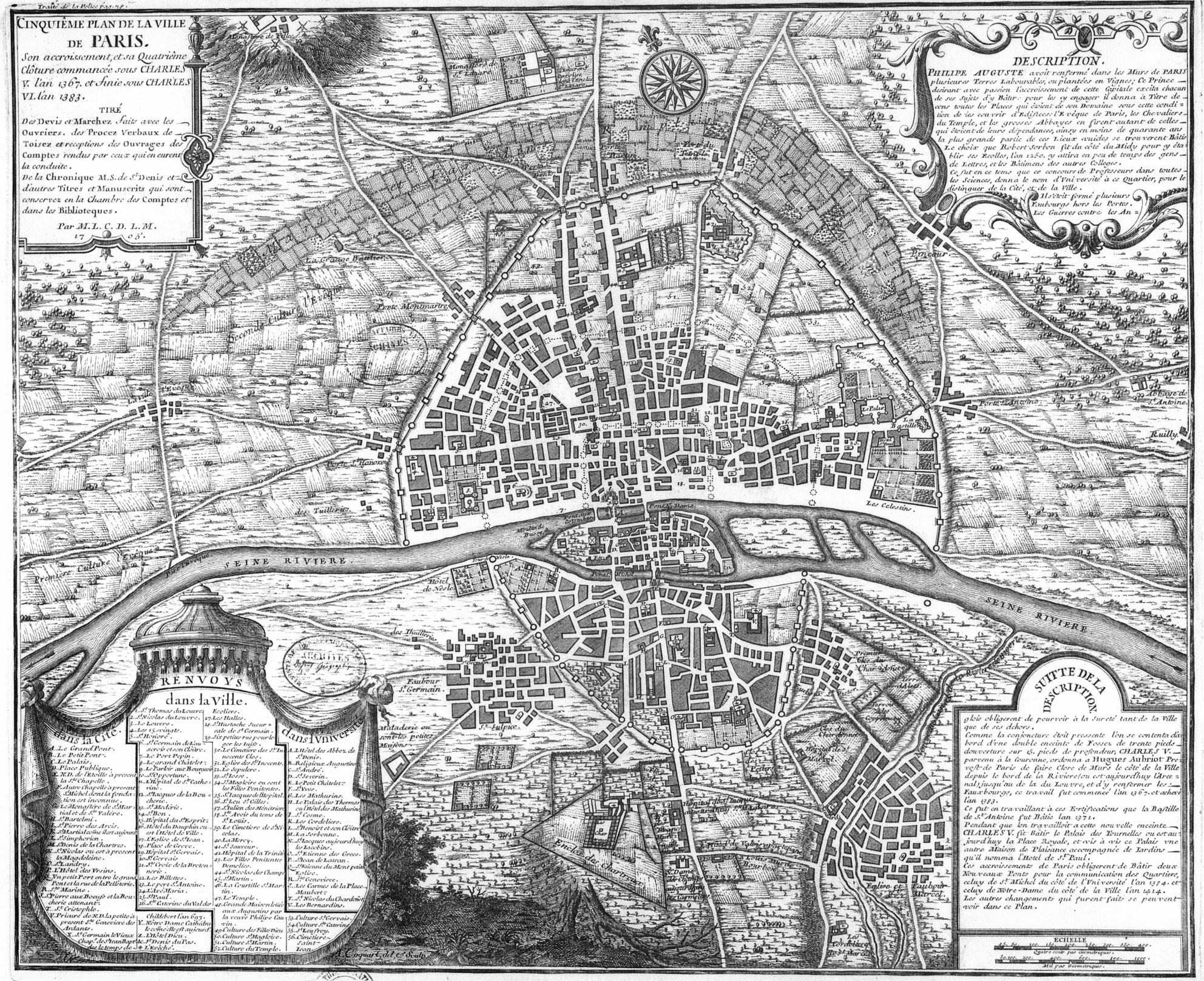
Cinquième carte (1383)
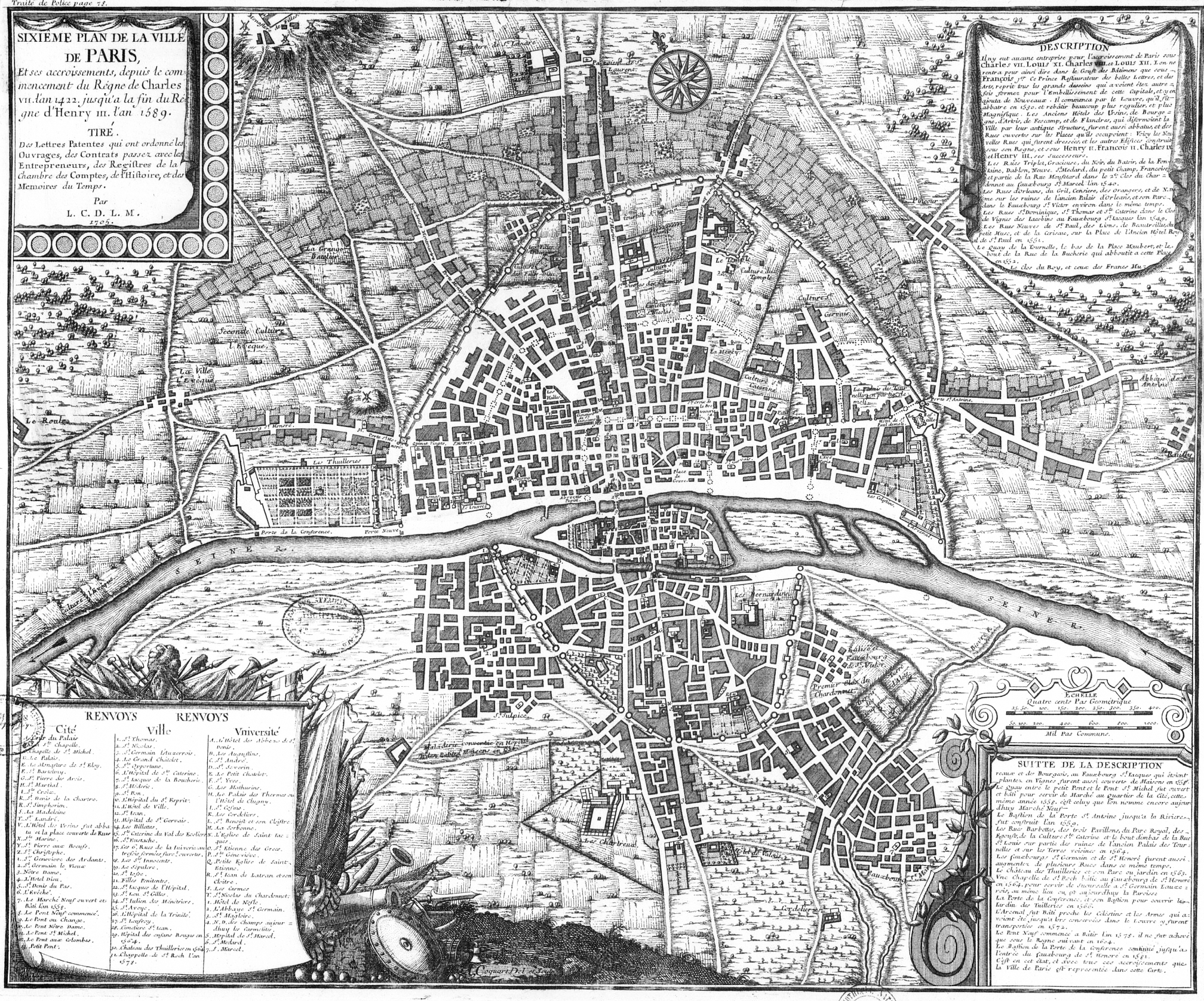
Sixième carte (1589)
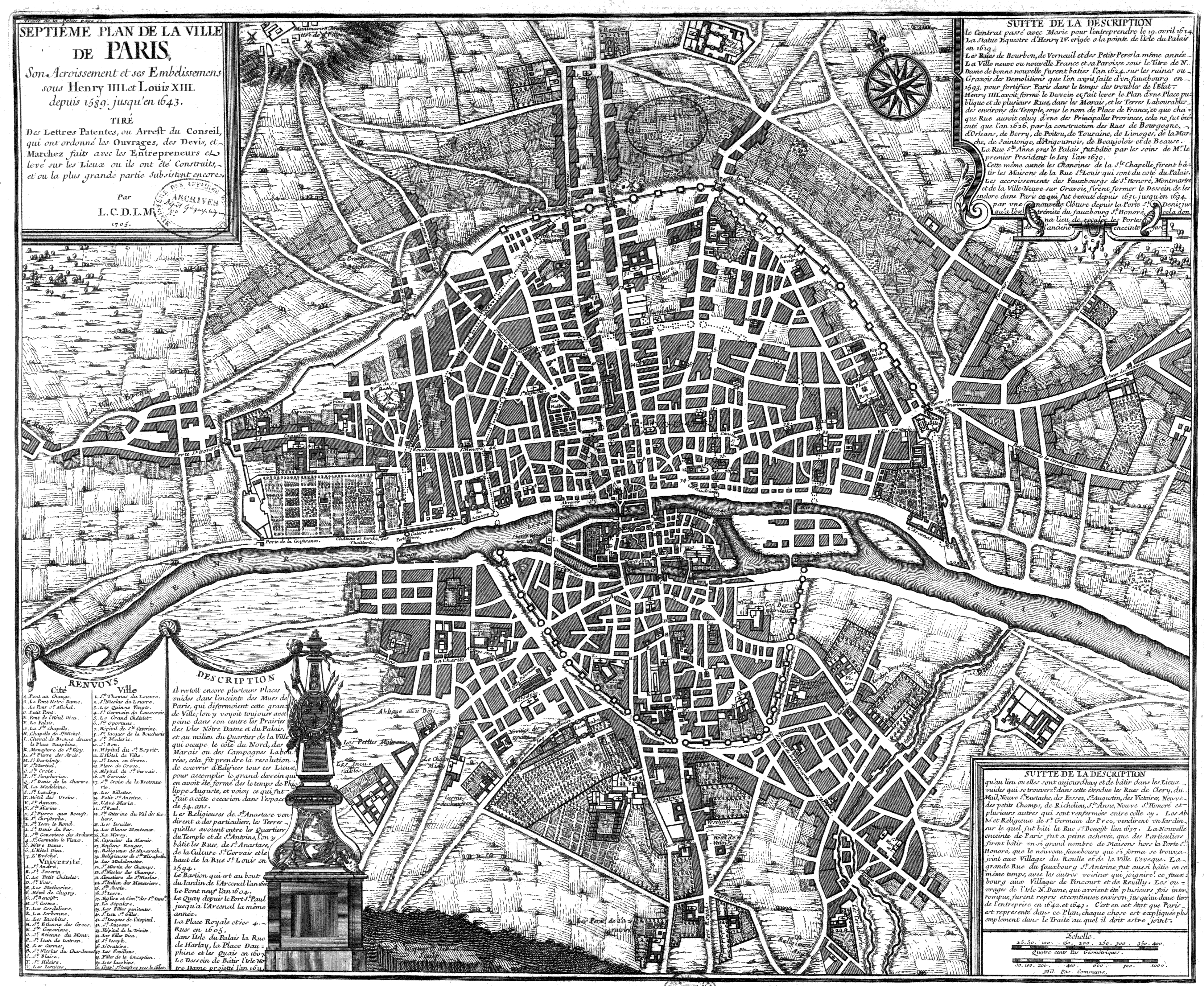
Septième carte (1643)
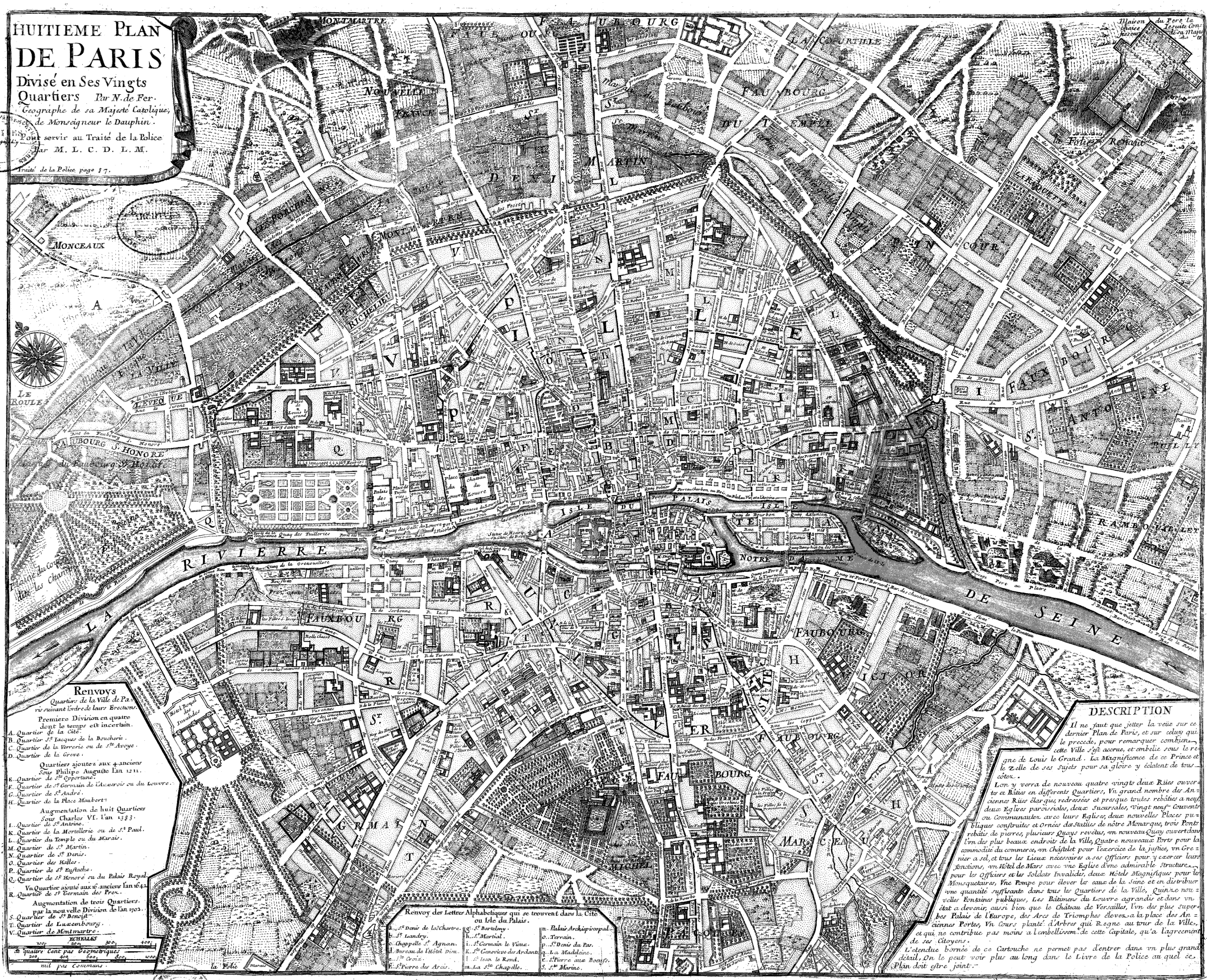
Huitième carte (1705)

#### Études
- Pierre Bondois, « Le commissaire Delamare et le Traité de la police », Revue d'histoire moderne, no 19,‎ 1935, p. 313-351 (lire en ligne).
- Nicole Diament, Recherches sur la police parisienne sous Louis XIV à travers l'œuvre et la carrière de Nicolas Delamare, thèse, École des Chartes, Paris, 1974.
- Nicole Dyonet, « Le commissaire Delamare et son Traité de la police (1639-1723) », dans Claire Dolan (dir.), Entre justice et justiciables : les auxiliaires de la justice du Moyen Âge au XXe siècle : [actes du colloque, Québec, 15-17 septembre 2004], Sainte-Foy (Québec), Les Presses de l'Université Laval, coll. « InterCultures », 2005, 828 p. (ISBN 2-7637-8268-X), p. 101-119.
- Nicole Dyonet, « L'Ordre public est-il l'objet de la police dans le Traité de Delamare ? », dans Gaël Rideau et Pierre Serna (dir.), Ordonner et partager la ville (XVIIe – XIXe siècle), Rennes, Presses universitaires de Rennes, coll. « Histoire », 2011, 222 p. (ISBN 978-2-7535-1392-1, lire en ligne), p. 47-74.
- Nicole Dyonet, Nicolas Delamare, théoricien de la police, Paris, Classiques Garnier, coll. « Histoire du droit » (no 3), 2017, 503 p. (ISBN 978-2-406-06048-2, DOI 10.15122/isbn.978-2-406-06049-9, présentation en ligne), [présentation en ligne], [présentation en ligne].
- Quentin Epron, « Nicolas Delamare et la culture juridique française des pré-Lumières », Revue d'histoire des facultés de droit et de la science juridique, Paris, Société pour l'histoire des facultés de droit et de la science juridique « Actes des journées des 16-17 septembre 2004 : l'autre commémoration. La doctrine française et le droit public / I », no 24,‎ 2004, p. 9-33.
- Jean-Claude Hervé, « L'ordre à Paris au XVIIe siècle : les enseignements du Recueil des règlements de police du commissaire Dupré », Revue d'histoire moderne et contemporaine, t. XXXIV,‎ avril-juin 1987, p. 185-214 (lire en ligne).
- Charles Samaran, « Delamare et son Traité de la police », Bibliothèque de l'École des chartes, Paris, Librairie Auguste Picard, t. XCVII,‎ janvier-juin 1936, p. 252-253 (lire en ligne).